# Batalla de Rain
La batalla de Rain (también denominada batalla del río Lech o batalla del Lech) fue un enfrentamiento bélico de la guerra de los Treinta Años que tuvo lugar el 15 de abril de 1632 en el río Lech, cerca del pueblo bávaro de Rain. Se enfrentaron 40 000 soldados de las tropas de Suecia bajo el mando de Gustavo Adolfo contra 25 000 soldados de la liga católica alemana comandados por el conde de Tilly, Johann Tserclaes. Fue el segundo encuentro entre sus dos comandantes (el primero había sido en la batalla de Breitenfeld, donde el conde de Tilly había recibido el primer revés de su larga y exitosa carrera). Al igual que en Breitenfeld, el conde de Tilly fue herido durante esta batalla, aunque esta vez no pudo recuperarse de sus heridas y falleció, quedando sus tropas desmoralizadas y sin dirección.

## Desarrollo de la batalla
Gustavo construyó un puente de barcas para cruzar el río Lech cerca de la ciudad de Rain durante la noche anterior a la batalla, y por la mañana mandó cruzar el río bajo el fuego enemego a trescientos soldados Hakkapeliittas fineses. Los soldados fineses cavaron parapetos para las baterías que protegieron al resto de las tropas de Gustavo cuando cruzaron el río. En cuanto su ejército cruzó el río Gustavo asaltó y consiguió tomar la colina. El conde de Tilly recibió un disparo en la pierna al inicio de la batalla y fue trasladado a la retaguardia. Y su segundo al mando, Aldringen, cayó inconsciente con una fractura de cráneo unos minutos después. Maximiliano I de Wittelsbach ordenó una retirada inmediata para salvar al ejército que se había quedado sin dirección, dejando la mayor parte del equipo y la artillería de la liga católica en el campo de batalla. El grueso del ejército pudo escapar de la aniquilación gracias a la tormenta y los fuertes vientos que bloquearon los caminos la noche siguiente.

## Estrategia
La batalla es más interesante desde el punto de vista táctico que por su resultado, debido al elaborado plan de Gustavo Adolfo para atrapar a la totalidad del ejército imperial por medio de complejas maniobras que estaban poniendo en práctica cuando Tilly fue mortalmente herido, provocando la retirada anticipada del ejército imperial. El plan de batalla sueco constaba de dos elementos principales:
1. Un fuerte ataque de distracción de una parte de la infantería sueca con apoyo de la artillería pesada contra el centro fortificado de Tilly al otro lado del río Lech. Se pretendía atraer totalmente la atención del ejército imperial y su retaguardia. Las fuerzas suecas consiguieron establecer y fortalecer su posición en una pequeña isla o península cerca de la orilla del río de las tropas imperiales. Desde esta posición fueron capaces de repeler una serie de feroces contraataques imperiales a pesar de ser superados en número.
2. A medida que el ejército imperial quedó fijado intentando eliminar desesperadamente la cabeza de puente de Suecia, la caballería sueca, sin oposición o ni despertar la atención del enemigo consiguió cruzar el río 10 km al sur del flanco izquierdo del ejército imperial. Desde esta posición tenían la intención de rodear al ejército imperial y así atraparlo en una posición con el río y la infantería de sueca frente a ellos y la caballería sueca en su retaguardia y los laterales.

Con el conde de Tilly mortalmente herido la moral de las tropas imperiales se desvaneció rápidamente y el ejército de la liga católica retrocedió antes de que llegara la caballería sueca. Así la muerte del conde posiblemente salvó a su ejército de ser completamente aniquilado. Aun así ambos ejércitos sufrieron considerables pérdidas (3000 en del bando imperial y 2000 en el sueco), principalmente debidas al ataque frontal y los contraataques contra las posiciones fortificadas. 
La batalla del Lech demostró más que la batalla de Breitenfeld las innovaciones del ingenio táctico de Gustavo Adolfo. Su osado ataque frontal en combinación con el despliegue de una gran parte de su ejército en un movimiento por los flancos tenía similitudes con las tácticas del duque de Marlborough en la batalla de Blenheim (situada muy cerca de Rain) o las de Frederico el Grande en Leuthen. El discípulo de Gustavo Adolfo, Johan Banér, también empleó un plan similar cuatro años después en la batalla de Wittstock.

## Consecuencias
El resultado inmediato de la batalla fue que Baviera quedó expedita para la ocupación del ejército sueco, permitiendo a Gustavo Adolfo amenazar temporalmente al corazón del territorio de los Habsburgo. Maximiliano se vio obligado a huir a Salzburgo. Y la amenaza sueca en los dominios de los Habsburgo no disminuyó hasta la batalla de Lützen.